# Wiktor Buszujew
Wiktor Gieorgijewicz Buszujew (ros. Виктор Георгиевич Бушуев; ur. 18 maja 1933 w Bałachnie, zm. 25 kwietnia 2003 w Niżnym Nowogrodzie) – radziecki sztangista wagi lekkiej (do 67,5 kg).
Na Igrzyskach Olimpijskich w Rzymie w 1960 z wynikiem 397,5 kg w trójboju. Do jego osiągnięć należą również trzy złote medale mistrzostw świata (Teheran 1957, Sztokholm 1958 oraz Warszawa 1959), w 1958 i 1959 uzyskiwał tym samym tytuły mistrza Europy. Ma w swoim dorobku także osiem medali mistrzostw Związku Radzieckiego: dwa złote (1958, 1960), trzy srebrne (1957, 1962, 1963) i trzy brązowe (1959, 1961, 1964). Ustanowił pięć rekordów świata (w tym dwa nieoficjalne).
Po zakończeniu kariery zawodniczej pracował jako trener.